# SV Tahitie
SV Tahitie is een Surinaamse voetbalclub, met als thuisbasis het Bigi Wey Sportcentrum in Brownsweg. De club speelt in de Eerste Divisie (stand 2024) van de Surinaamse Voetbal Bond (SVB).
De club werd op 1 mei 1977 opgericht om voetbal in Brownsweg te bevorderen. De club speelde eerst in de competities van het district en het Lidbondentoernooi, tot de promotie naar de Tweede Divisie.